# Perilex

Beschaltung von Perilex-Steckvorrichtungen. Die genaue Belegung des Steckers geht aus der Beschriftung innerhalb des Steckers hervor. Von vorn auf die Steckdose gesehen ist die Belegung:
Schutzleiter PE: Mitte
Neutralleiter N: oben links
R (L1): unten links
S (L2): oben rechts
T (L3): unten rechts

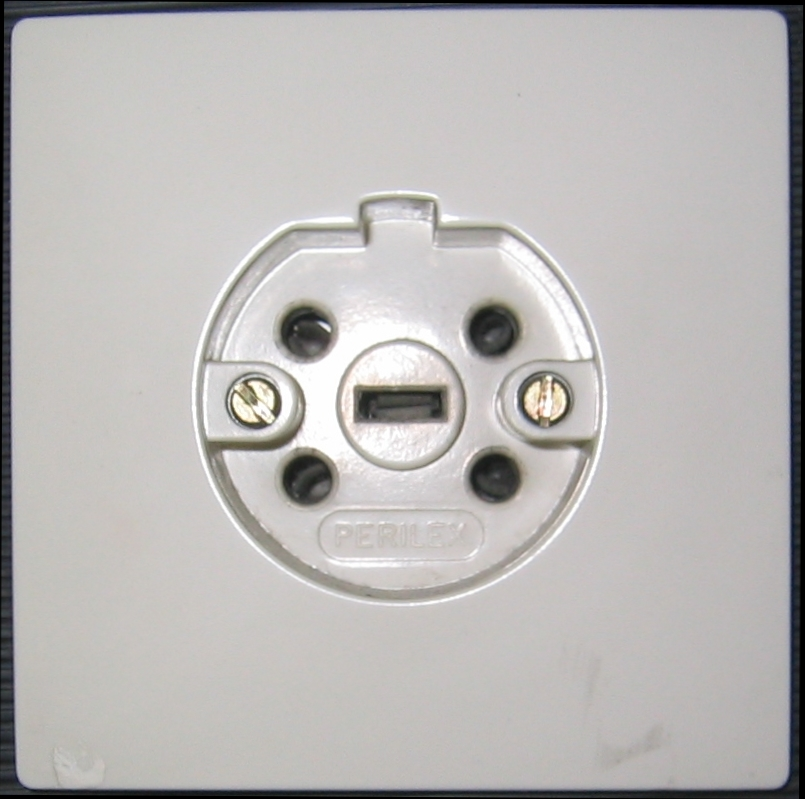
16-A-Perilex-Steckdose

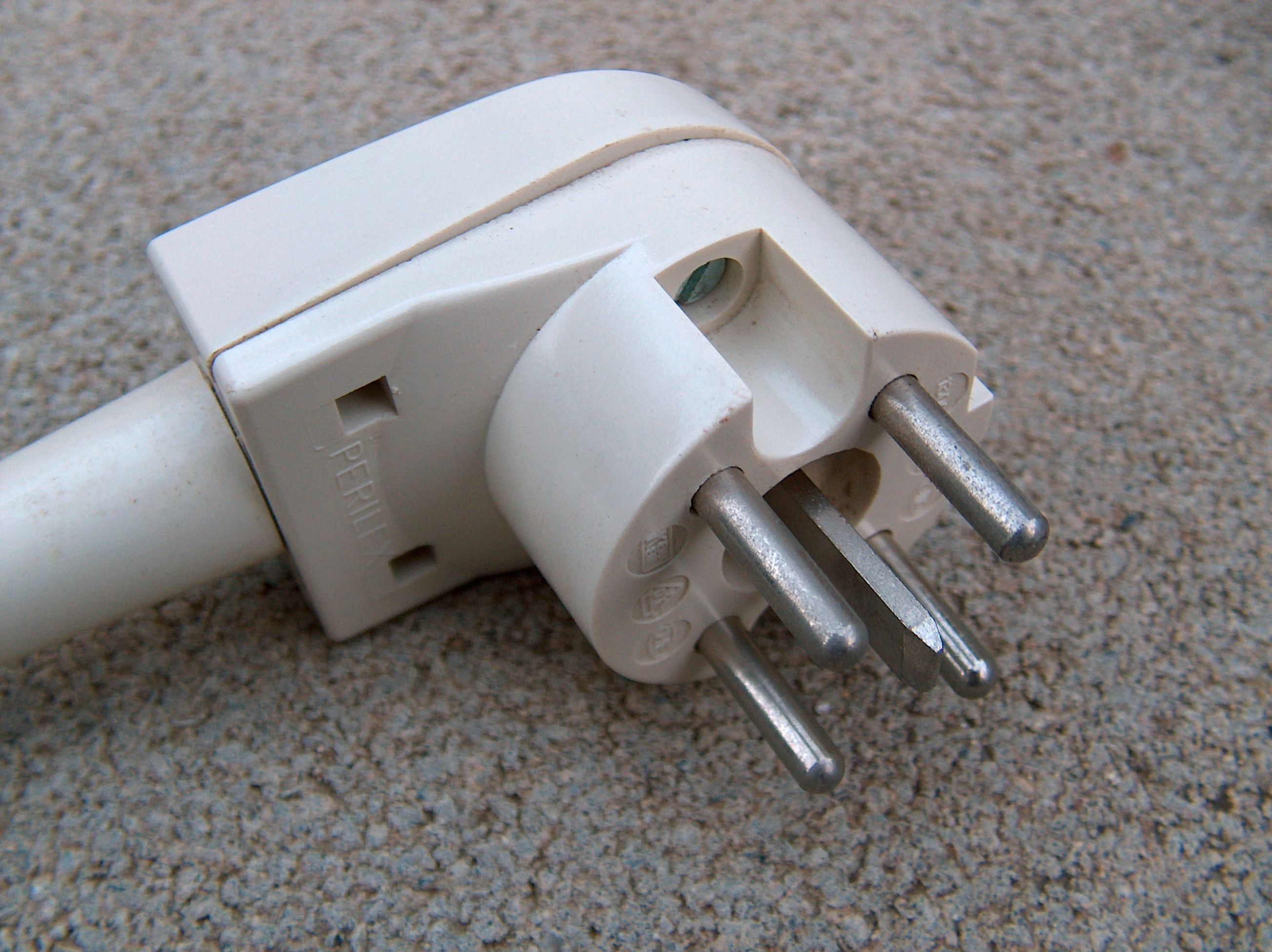
Perilex-Winkelstecker

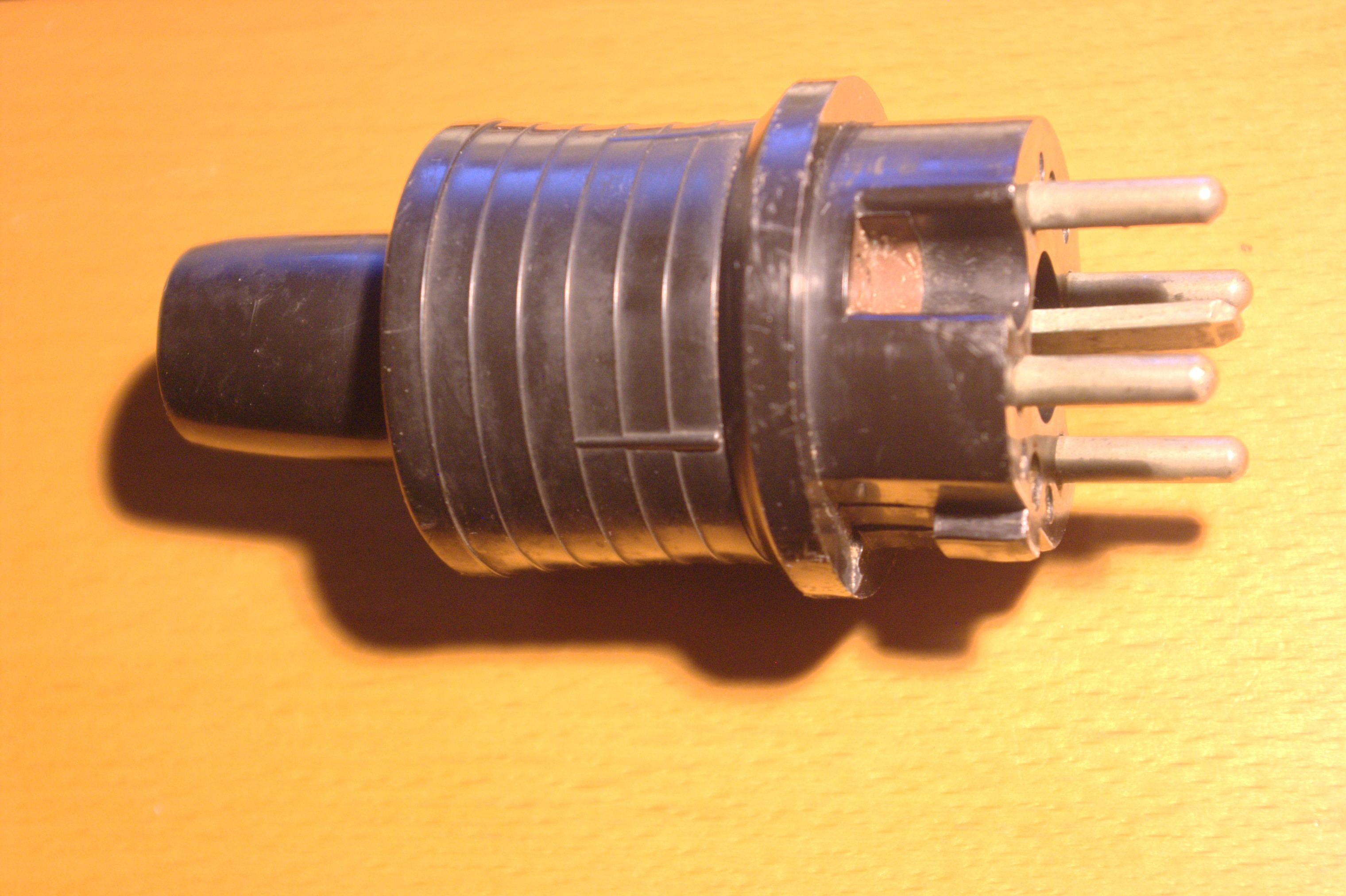
Gerader Perilex-Stecker in Bakelitgehäuse

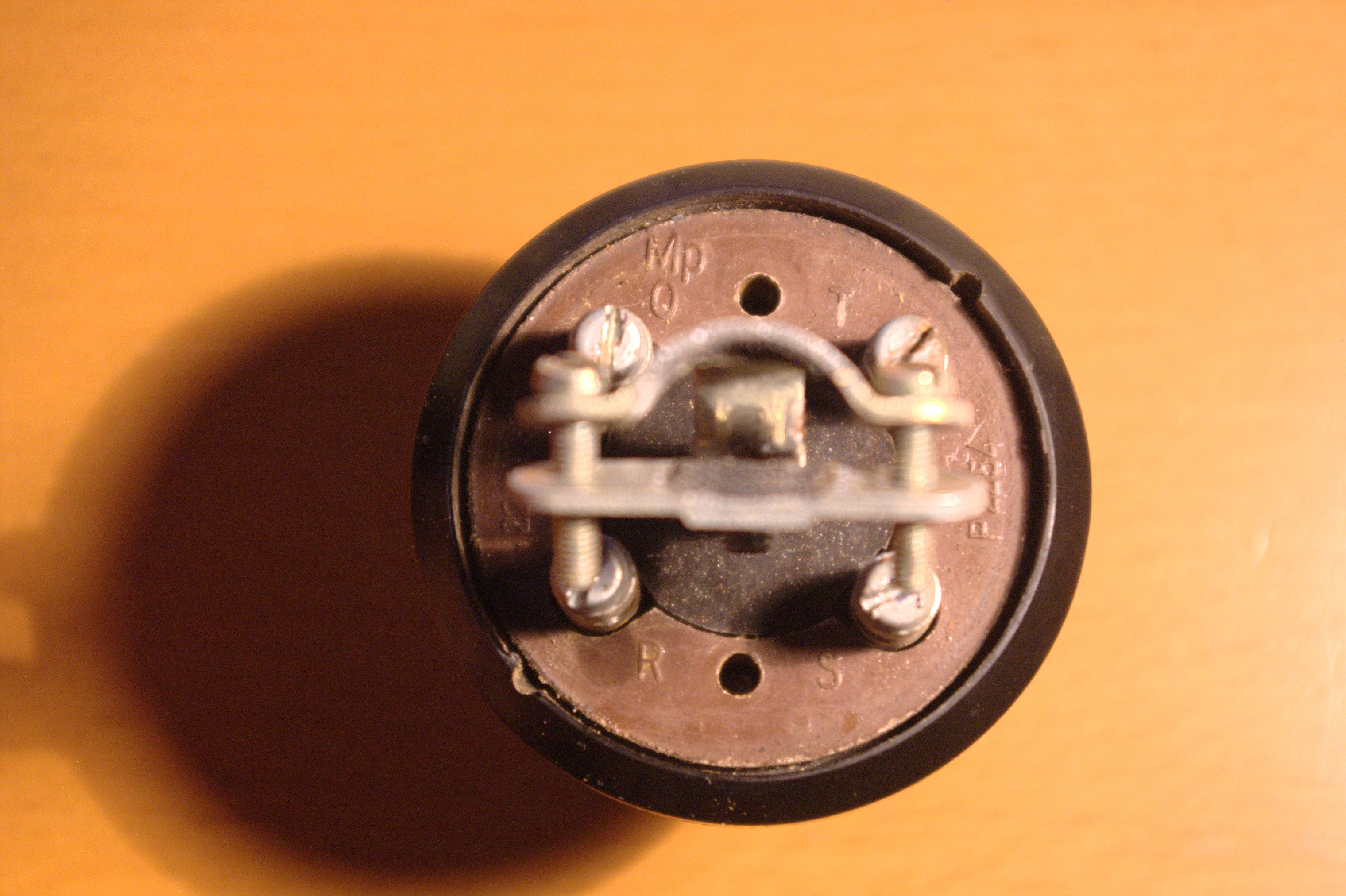
Interner Aufbau eines Perilex-Steckers, Linksdrehfeld-Beschriftung

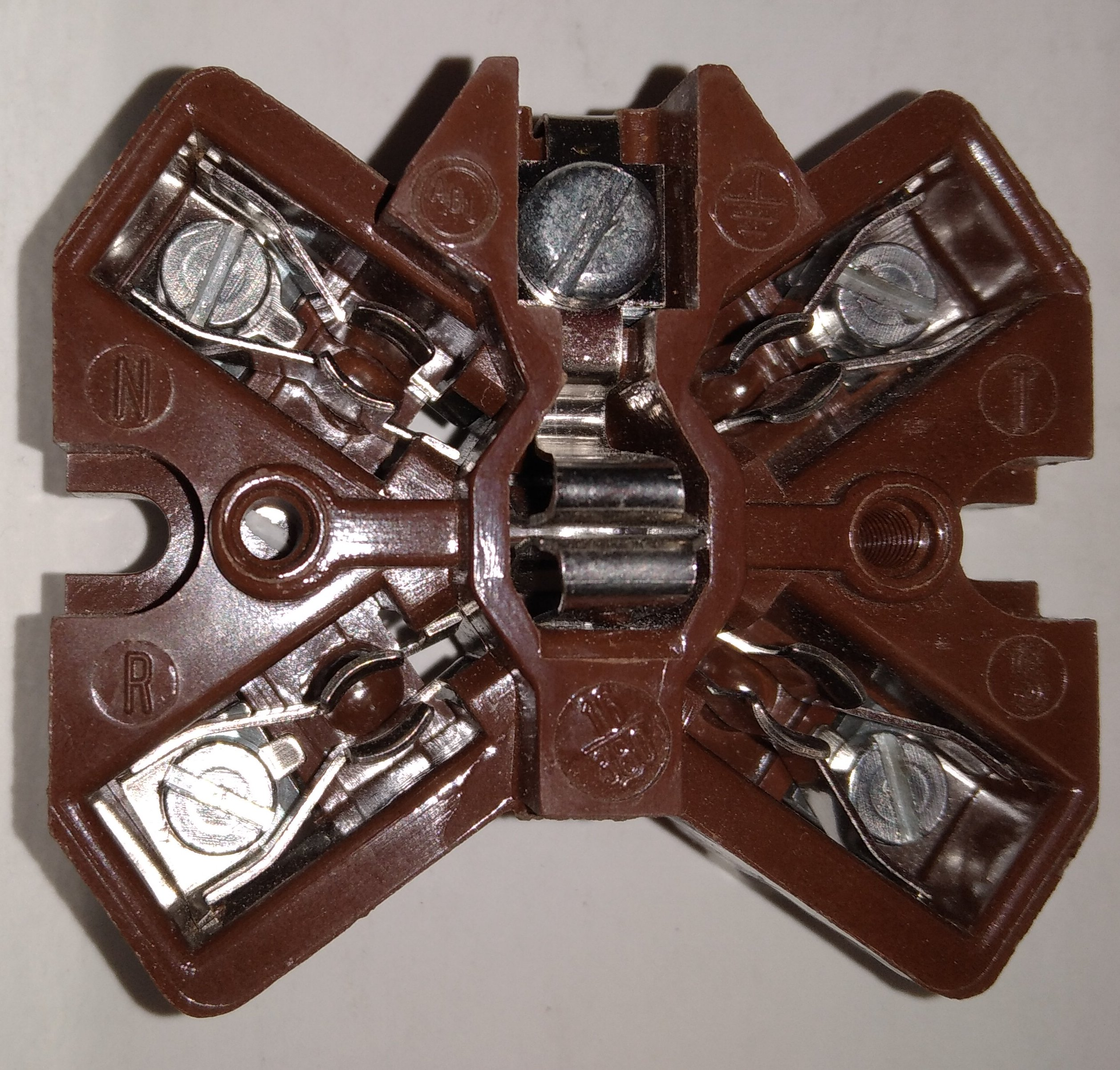
Anschlussblock einer 16A-Aufputz-Perilex-Steckdose, hergestellt ca. 1976, Linksdrehfeld-Beschriftung

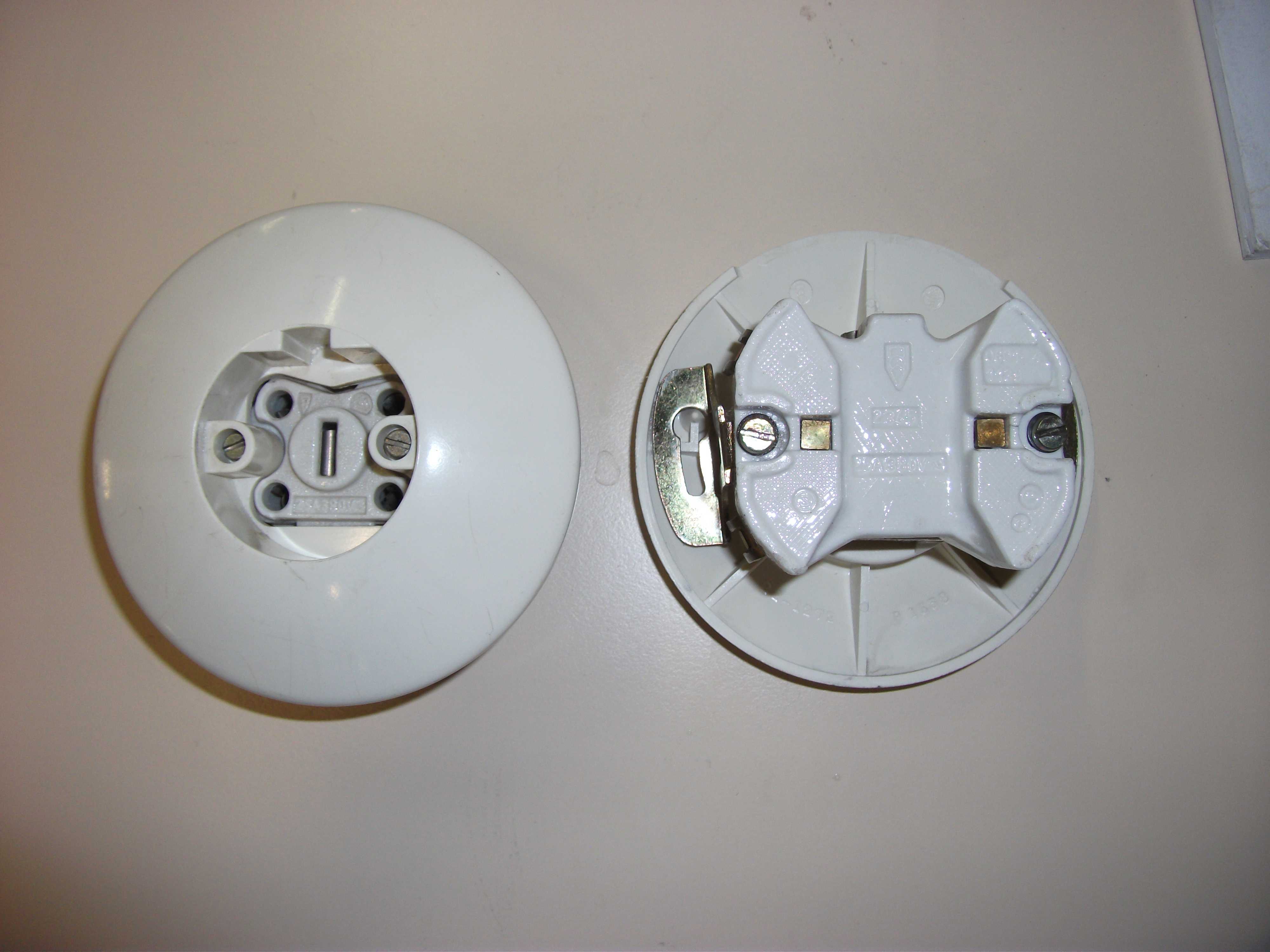
25-A-Unterputz-Perilex-Steckdose, Vorder- und Rückseite

Perilex ist der Handelsname für ein veraltetes Drehstrom-Stecksystem mit fünf Polen, ausgelegt für 16A oder 25A.

## Geschichte
Die Steckvorrichtungen der Bauform Perilex wurden 1951 von Busch-Jaeger als Ersatz für die bereits seit den 1930er Jahren gängige ovale Kragensteckvorrichtung entwickelt. Diese war nur durch eine bruchgefährdete Nase gegen Verdrehen gesichert, somit mit Sicherheitsrisiko behaftet. Diese Gefahr (englisch peril für Tücke) versprach die Perilex-Steckdose zu eliminieren. Verbreitung erfuhr sie seit Anfang der 1960er-Jahre zusammen mit Elektroherden und Waschmaschinen in Westdeutschland, Österreich, Schweden sowie den Niederlanden.
Vorgesehen war der Einsatz in Privathaushalten, Kleingewerbebetrieben wie Bäckereien, Metzgereien, Küchen usw., sowie im Gesundheitswesen und ähnlichen Anwendungsbereichen. In Industrie, Landwirtschaft und im Baugewerbe hat sich das System nicht durchgesetzt, da die dort verbreiteten Ovalsteckverbinder robuster und auch für den mittelfristigen Betrieb im Freien zugelassen waren, zudem in Varianten für deutlich höhere Ströme (bis 100A).
In den 1970er-Jahren trat das Perilex-System in den Hintergrund, nachdem Stecker für bewegliche Maschinen bei Neuinstallationen zumeist mit dem robusten CEE-Drehstromsteckverbinder nach IEC 60309 angeschlossen wurden, welcher in weiten Teilen Europas und vor allem bei angebotenen Geräten verbreitet ist.
Ab dem 1. Januar 1975 durften Perilex-Steckverbinder in der Industrie nicht mehr neu installiert werden; der Betrieb ist jedoch weiterhin zulässig.

## Drehfeld
Neben der abgebildeten Reihenfolge (L2, L3, L1, N) existieren noch die Alternativbeschaltungen (L1, L2, L3, N) und (L3, L1, L2, N), die ebenfalls die Forderung des Rechtsdrehsinnes gemäß VDE 0100 erfüllen: „Drehstromsteckdosen müssen so angeschlossen werden, dass sich ein Rechtsdrehfeld ergibt, wenn man die Steckbuchsen von vorn im Uhrzeigersinn betrachtet“.
Ursprünglich war die Drehrichtung bei Perilex jedoch genau umgekehrt definiert. Entsprechend der Beschriftung mancher Stecker und Steckdosen, ergibt sich demnach ein Linksdrehfeld (siehe Abbildungen auf dieser Seite). (L1, L2, L3, N)
Die übliche Bezeichnungen für die Außenleiter war damals R,S,T (heute L1,L2,L3).

## Aufbau
Es gibt zwei Versionen des Perilex-Stecksystems, die gebräuchliche 16-Ampere-Version nach DIN 49445/46 bzw. ÖNORM E 6610/11 und die wenig verwendete 25-Ampere-Version nach DIN 49447/48 bzw. ÖNORM E 6612/13. Die fünfpoligen Steckverbinder besitzen einen Schutzleiter (PE), einen Neutralleiter (N) und die drei Außenleiter.
Der Steckkontakt für den Schutzleiter ist voreilend, das heißt beim Einstecken des Steckers in die Buchse kontaktiert der Schutzleiter sicher als Erster vor allen anderen Leitern. Zur Unterscheidung der beiden Versionen ist bei der 16-Ampere-Version der Schutzleiterkontakt waagerecht, bei der 25-Ampere-Version hingegen senkrecht angebracht.
Im Vergleich zum CEE-System sind die Vorteile des Perilex-Systems die deutlich kompaktere Bauweise, daher wird diese Steckvorrichtung gerne zum Anschluss von zum Teil eingebauten Geräten genutzt, etwa mit Winkelstecker in einer Steckdose in der Küchenwand hinter einem Herd. Das System weist wie das robustere und größere CEE-System einen Spritzwasserschutz auf und kann so leicht gereinigt werden. Andererseits werden die Anschlusskabel vieler Geräte, die jahrelang am selben Ort angeschlossen bleiben, gleich direkt in einer Herdanschlussdose (Abzweigdose) fest verklemmt. Eine Steckverbindung (mit insgesamt drei anstatt einem Übergangswiderstand) ergibt nur Sinn wenn diese öfters getrennt wird. 
In der Schweiz und in Liechtenstein ist Perilex nicht zugelassen, dort werden heute die Typen 15 und 25 des SN 441011-Stecksystem verwendet, früher die sogenannten „Steckdosen für Kochherde“ (Typen 7–10).

## Normen
- 16-A-Dose
  - DIN 49445:1991-10 Dreipolige Steckdosen mit N- und mit Schutzkontakt 16 A AC 400/230 V; Hauptmaße (ehemals unter: Dreipolige Steckdosen mit Mp- und mit Schutzkontakt, 16 A, 380/220 V∼; Hauptmaße) Vorgänger: DIN 49445:1971-12, DIN 49445:1986-04
  - ÖNORM E 6610:1991-01 Dreipolige Steckdosen mit N- und mit Schutzkontakt; Hauptmaße; 16 A, Wechselstrom 220/380V; 16 A, Wechselstrom 230/400 V, Hauptmaße, stimmt inhaltlich mit DIN 49445:1986-04 überein; Vorgänger: ÖNORM DIN 49445:1976-06, ÖNORM E 6610:1986-11, ÖNORM E 6610:1987-08
- 16-A-Stecker
  - DIN 49446:1999-10 Dreipoliger Stecker mit N- und mit Schutzkontakt AC 400/230 V 16 A - Hauptmaße (ehemals unter: Dreipoliger Stecker mit Mp- und mit Schutzkontakt, 16 A, 380/220 V∼; Hauptmaße); Vorgänger: DIN 49446:1969-10, DIN 49446:1986-04, DIN 49446:1991-10
  - ÖNORM E 6611:1991-01 Dreipolige Stecker mit N- und mit Schutzkontakt; Hauptmaße; 16 A, Wechselstrom 220/380 V; 16 A, Wechselstrom 230/400 V, Hauptmaße; stimmt inhaltlich mit DIN 49446:1986-04 überein; Vorgänger: ÖNORM DIN 49445:1976-06, ÖNORM E 6610:1986-11, ÖNORM E 6610:1987-08; Entwurf: ÖVE/ÖNORM E 6611:2001-05
- 25-A-Dose
  - DIN 49447:1991-10 Dreipolige Steckdosen mit N- und mit Schutzkontakt 25 A AC 400/230 V; Hauptmaße (ehemals: Dreipolige Steckdosen mit Mp- und mit Schutzkontakt, 25 A, 380/220 V∼; Hauptmaße); Vorgänger: DIN 49447:1971-12, DIN 49447:1986-04
  - ÖNORM E 6612:1991-01 Dreipolige Steckdosen mit N- und mit Schutzkontakt; Hauptmaße; 25 A, Wechselstrom 220/380 V; 25 A, Wechselstrom 230/400 V; stimmt inhaltlich mit DIN 49447:1986-04 überein; Vorgänger: ÖNORM DIN 49447:1976-06, ÖNORM E 6612:1986-11, ÖNORM E 6612:1987-08
- 25-A-Stecker
  - DIN 49448:1991-10 Dreipoliger Stecker mit N- und mit Schutzkontakt 25 A AC 380/220 V; Hauptmaße (ehemals: Dreipoliger Stecker mit Mp- und mit Schutzkontakt, 25 A, 380/220 V∼; Hauptmaße); Vorgänger: DIN 49448:1969-10, DIN 49448:1986-04
  - ÖNORM E 6613:1991-01 Dreipolige Steckdosen mit N- und mit Schutzkontakt; Hauptmaße; 25 A, Wechselstrom 220/380 V; 25 A, Wechselstrom 230/400 V; stimmt inhaltlich mit DIN 49448:1986-04 überein; Vorgänger: ÖNORM DIN 49448:1976-06, ÖNORM E 6613:1986-11, ÖNORM E 6613:1987-08
- 16-A- und 25-A-Gerätedose
  - DIN 49073:2007-09 & DIN 49073 Berichtigung 1:2010-02[Anm. 1] Gerätedosen aus Metall und Isolierstoff zum versenkten Einbau zur Aufnahme von Installationsgeräten bis 16 A 250 V und Steckdosen nach DIN 49445, DIN 49447 und DIN EN 60309-2 (VDE 0623-20) bis 32 A 690 V – Hauptmaße
  - Ö: Es muss in eine 70-mm-Standard-Dose passen